# Oblast' autonoma karakalpaka
L'oblast' autonoma karakalpaka fu creata il 19 febbraio 1925 separando le terre dei karakalpaki etnici dalla Repubblica Socialista Sovietica Autonoma del Turkestan e dalla Repubblica Sovietica Popolare Corasmia.
Inizialmente situata all'interno della Repubblica Socialista Sovietica Autonoma Kirghisa (che in seguito fu ribattezzata come Repubblica Socialista Sovietica Autonoma Kazaka), l'oblast' autonoma karakalpaka fu trasferita alla Repubblica Socialista Federativa Sovietica Russa dal 20 luglio 1930 al 20 marzo 1932, nel momento in cui fu elevata come Repubblica Socialista Sovietica Autonoma Karakalpaka (RSSA Karakalpaka). La RSSA Karakalpaka fu unita alla RSS Uzbeka dal 5 dicembre 1936.